# Kryštof a nebeský kůň
Kryštof a nebeský kůň je československý Večerníček z roku 1986. Poprvé byl vysílán od 28. března 1986 do 3. dubna 1986 na 1. i 2. programu ČST.

## Seznam dílů
1. Jak nimrod Meduna ulovil kulaťouna
2. Podivní obyvatelé Knoflíku
3. Labuťané dělají Kryštofovi potíže
4. Jak Kryštof učil Labuťany česky
5. Záhada na mokrých lukách
6. Pytlák
7. Nebeské hříbě